# Frank Griebe
Frank Griebe, né le 28 août 1964 à Hambourg, est un directeur de la photographie allemand.

## Biographie
Frank Griebe a étudié la photographie à la Fachschule für Optik und Fototechnik de Berlin. Il a commencé à travailler comme technicien dans un laboratoire pendant trois ans avant de décider de se lancer dans le cinéma en tant que caméraman. Il a rencontré Tom Tykwer pendant qu'ils travaillaient tous deux comme projectionnistes dans un cinéma et a depuis lors officié comme directeur de la photographie sur tous les films du réalisateur.
Il a remporté plusieurs prix, dont le Chlotrudis Award de la meilleure photographie 2000 pour Cours, Lola, cours, le Prix du cinéma européen du meilleur directeur de la photographie 2007 pour Le Parfum, et quatre Deutscher Filmpreis de la meilleure photographie, en 1998, 1999, 2007 et 2013, pour Les Rêveurs, Cours, Lola, cours, Le Parfum et Cloud Atlas.

## Filmographie
- 1993 : Maria la maléfique, de Tom Tykwer
- 1997 : Les Rêveurs, de Tom Tykwer
- 1998 : Aller simple pour Inari, de Peter Lichtefeld
- 1998 : Cours, Lola, cours, de Tom Tykwer
- 1999 : Les Bouffons (Absolute Giganten), de Sebastian Schipper
- 2000 : La Princesse et le Guerrier, de Tom Tykwer
- 2002 : Heaven, de Tom Tykwer
- 2003 : Herr Lehmann, de Leander Haußmann
- 2005 : NVA (en), de Leander Haußmann
- 2006 : Le Parfum, de Tom Tykwer
- 2006 : Deutschland. Ein Sommermärchen (documentaire), de Sönke Wortmann
- 2009 : L'Enquête, de Tom Tykwer
- 2010 : Trois (Drei), de Tom Tykwer
- 2012 : Cloud Atlas, de Lana et Andy Wachowski et Tom Tykwer
- 2016 : Un hologramme pour le roi (A Hologram for the King), de Tom Tykwer
- 2025 : Exquis (Delicious) de Nele Mueller-Stöfen